# صبرية (فلم)
صبرية (بالفرنسية: Sabriya) هو فيلم مالي صدر عام 1997. فيلمُ صبريّة هو جزء ٌمن مشروع أفريقيا تحلم (بالإنجليزية: Africa Dreaming) الذي هو سردٌ لأفريقيا في ستة أعمال وست قصص معاصرة تشترك في موضوع الحب. يُقدّم فيلم صبريّة وباقي الأفلام في إطار هذا المشروع دراما اجتماعيّة في سياقاتٍ ثقافية وتقليدية محددة، لكل من البلدان الستة الممثلة في جنوب إفريقيا وزيمبابوي وناميبيا والموزمبيق وموريتانيا والسنغال.

## القصّة
يستكشفُ الفيلم تأثير العالم الحديث على المجتمع الذكوري التقليدي في المنطقة المغاربية. إنه فيلمٌ يدور حول الرجال الذين يفضلون أن يعيشوا كلعبة مجردة بينما تُغيّر المرأة الحرة كل ذلك.

## رابط خارجي
- صبرية  في قاعدة بيانات الأفلام على الإنترنت (بالإنجليزية)